# 鳥田隆一
鳥田 隆一（とりた りゅういち、1890年（明治23年）1月2日 - 1973年（昭和48年）8月5日）は、大日本帝国陸軍軍人。最終階級は陸軍中将。功四級。

## 経歴
1890年（明治23年）に愛知県で生まれた。陸軍士官学校第24期、陸軍大学校第34期卒業。砲兵科から航空兵科に転科し、1935年（昭和10年）8月に気球隊長に就任した。1936年（昭和11年）3月7日に陸軍航空兵大佐に進級し、8月1日に飛行第7連隊長に就任。1937年（昭和12年）7月に飛行第6大隊長に転じ、1939年（昭和13年）3月に陸軍航空本部名古屋監督官長に就任した。
1939年（昭和14年）3月に陸軍少将に進級し、1940年（昭和15年）8月に陸軍航空本廠長に就任した。1941年（昭和16年）10月に陸軍中将に進級し、1942年（昭和17年）10月に陸軍航空本部整備部長兼大本営野戦航空兵器長官に就任し、1943年（昭和18年）5月1日に第51教育飛行師団長に任命された。同年12月11日には第9飛行師団長（南方軍・第3航空軍）に任命され、太平洋戦争に出征。パレンバンに司令部を置き、パレンバン油田の防空戦闘に就いた。1944年（昭和19年）10月2日に南方燃料本部長に転じ、1945年（昭和20年）6月6日に東海軍需監理部次長に就任して終戦となった。

## 栄典
勲章等
- 1940年（昭和15年）8月15日 - 紀元二千六百年祝典記念章[4]
- 1941年（昭和16年）11月11日  - 勲二等瑞宝章[5]